# Eduard von der Heydt
Eduard Freiherr von der Heydt (26 settembre 1882 – 3 aprile 1964) è stato un banchiere, collezionista d'arte e mecenate tedesco naturalizzato svizzero.

## Vita
Nacque a Elberfeld, Germania e morì ad Ascona in Svizzera. Nel 1919 sposò Vera von Schwabach (1899–1996), figlia del banchiere berlinese Paul von Schwabach. Il matrimonio finì con un divorzio nel 1927 senza aver avuto figli. Vera von der Heydt fu in seguito un'eminente analista junghiana a Londra.
Fu un grande collezionista. Le sue collezioni di arte orientale e africanan furono la base per la creazione del Museo Rietberg a Zurigo in Svizzera e la sua collezione di arte europea fu donata al museo di Wuppertal.
Nel 1926 acquistò Monte Verità, noto luogo di molteplici eventi e comunità utopistiche e culturali. A Monte Verità fece costruire nel 1928 un albergo in puro stile Bauhaus, dall'architetto tedesco Emil Fahrenkamp. Alla sua morte donò Monte Verità al Cantone Ticino svizzero.
Fu membro del NSDAP finché non divenne cittadino svizzero nel 1937 e lasciò il partito nel 1939. Dopo la seconda guerra mondiale fu accusato di tradimento nel 1946, ma più tardi nel 1948 fu dichiarato innocente. Ha descritto l'arte usando il termine "ars una", un'arte onnicomprensiva che apprezza la diversità così come si trova in tutto il mondo.

## Ascendenza
| Ascendenza di Eduard Freiherr von der Heydt | Ascendenza di Eduard Freiherr von der Heydt                                      | Ascendenza di Eduard Freiherr von der Heydt                                   | Ascendenza di Eduard Freiherr von der Heydt                                   | Ascendenza di Eduard Freiherr von der Heydt                                     | Ascendenza di Eduard Freiherr von der Heydt                                   | Ascendenza di Eduard Freiherr von der Heydt                                   | Ascendenza di Eduard Freiherr von der Heydt                         | Ascendenza di Eduard Freiherr von der Heydt                                |
| ------------------------------------------- | -------------------------------------------------------------------------------- | ----------------------------------------------------------------------------- | ----------------------------------------------------------------------------- | ------------------------------------------------------------------------------- | ----------------------------------------------------------------------------- | ----------------------------------------------------------------------------- | ------------------------------------------------------------------- | -------------------------------------------------------------------------- |
| Bis-bisnonni                                | Daniel Heinrich von der Heydt (1767–1832) ∞ 1794 Guglielmina Kersten (1771–1854) | Johann Wilhelm Blank (1773–1846) ∞ 1796 Sibilla Helene Simons (1776–1839)     | Johann Peter Boeddinghaus (1751–1826) ∞ 1778 Maria Helene Funcke (1760–1824)  | Johann Abraham Siebel (1773-1830) ∞ 1796 Isabella Margaretha Siebel (1775–1844) | Johann Kaspar Haarhaus (1749-1828) ∞ 1784 Anna Cristina Bargmann (1760–1802)  | Johann Peter Bargmann (1774-1852) ∞ 1798 Ida Baltz (1780–1863)                | Johann Jakob Aders (1768-1825) ∞ 1793 Anna Helene Brink (1770–1844) | Johann Peter Boeddinghaus (1788-1837) ∞ 1813 Amalia Middendorf (1793–1823) |
| Bisnonni                                    | August Freiherr von der Heydt (1801–1874) ∞ 1824 Julie Blank (1804–1865)         | August Freiherr von der Heydt (1801–1874) ∞ 1824 Julie Blank (1804–1865)      | Karl Heinrich Boeddinghaus (1797–1872) ∞ 1823 Sophie Siebel (1802–1885)       | Karl Heinrich Boeddinghaus (1797–1872) ∞ 1823 Sophie Siebel (1802–1885)         | Jacob Wilhelm Haarhaus (1798–1881) ∞ 1830 Johanna Sophie Bargmann (1803–1872) | Jacob Wilhelm Haarhaus (1798–1881) ∞ 1830 Johanna Sophie Bargmann (1803–1872) | Alfred Aders (1809–1880) ∞ 1835 Bertha Boeddinghaus (1814–1891)     | Alfred Aders (1809–1880) ∞ 1835 Bertha Boeddinghaus (1814–1891)            |
| Nonni                                       | August von der Heydt (1825–1867) ∞ 1849 Maria Helene Boeddinghaus (1828–1899)    | August von der Heydt (1825–1867) ∞ 1849 Maria Helene Boeddinghaus (1828–1899) | August von der Heydt (1825–1867) ∞ 1849 Maria Helene Boeddinghaus (1828–1899) | August von der Heydt (1825–1867) ∞ 1849 Maria Helene Boeddinghaus (1828–1899)   | Gustav Haarhaus (1831-1911) ∞ 1860 Ida Auguste Aders (1838–1876)              | Gustav Haarhaus (1831-1911) ∞ 1860 Ida Auguste Aders (1838–1876)              | Gustav Haarhaus (1831-1911) ∞ 1860 Ida Auguste Aders (1838–1876)    | Gustav Haarhaus (1831-1911) ∞ 1860 Ida Auguste Aders (1838–1876)           |
| Genitori                                    | August von der Heydt (1851-1929) ∞ 1880 Selma Haarhaus (1862-1944)               | August von der Heydt (1851-1929) ∞ 1880 Selma Haarhaus (1862-1944)            | August von der Heydt (1851-1929) ∞ 1880 Selma Haarhaus (1862-1944)            | August von der Heydt (1851-1929) ∞ 1880 Selma Haarhaus (1862-1944)              | August von der Heydt (1851-1929) ∞ 1880 Selma Haarhaus (1862-1944)            | August von der Heydt (1851-1929) ∞ 1880 Selma Haarhaus (1862-1944)            | August von der Heydt (1851-1929) ∞ 1880 Selma Haarhaus (1862-1944)  | August von der Heydt (1851-1929) ∞ 1880 Selma Haarhaus (1862-1944)         |
| Eduard Freiherr von der Heydt (1882–1964)   |                                                                                  |                                                                               |                                                                               |                                                                                 |                                                                               |                                                                               |                                                                     |                                                                            |

## Opere
- Eduard von der Heydt/ Werner von Rheinbaben : Auf dem Monte Verità. Erinnerungen und Gedanken über Menschen, Kunst und Politik, Atlantis, Zurigo 1958.